# シントラ宮殿

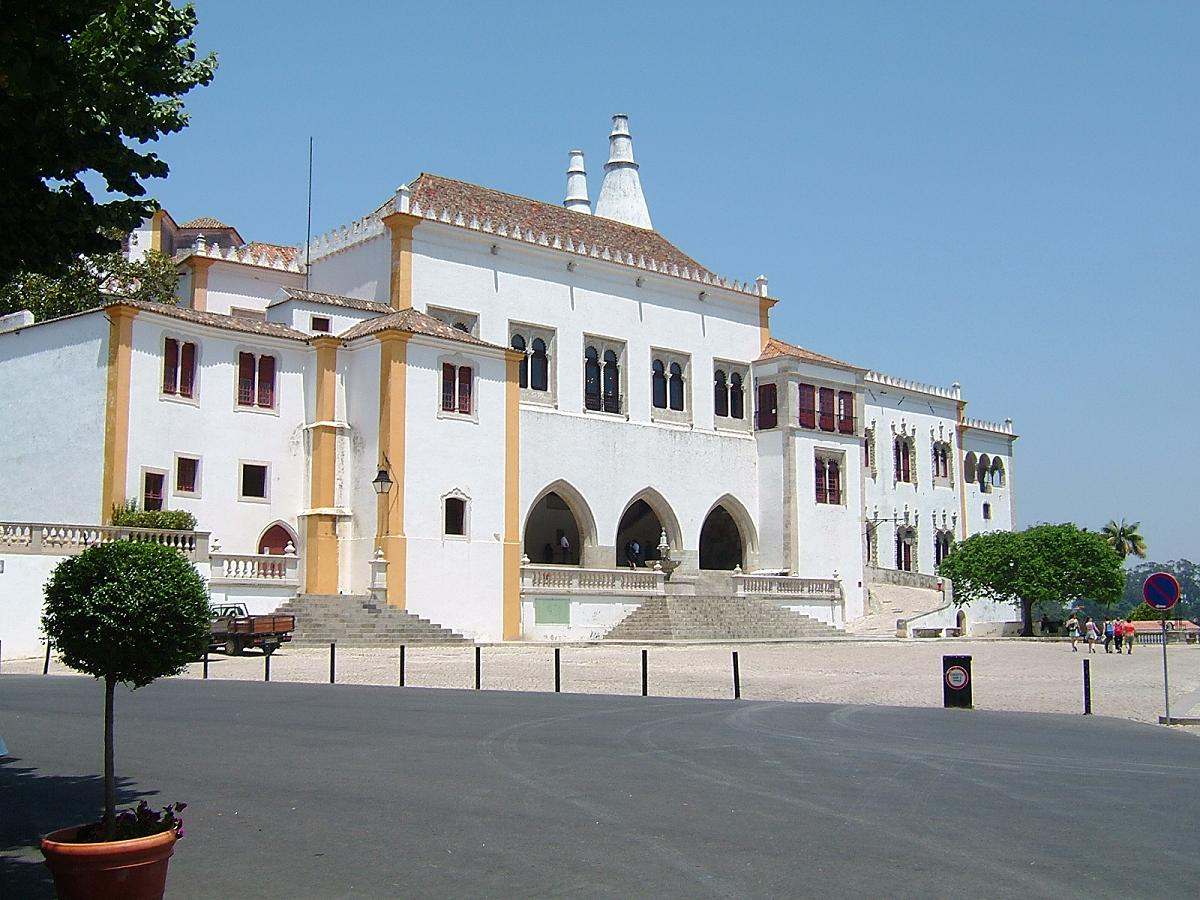
シントラ宮のメイン・ファサード

シントラ国立宮殿 （Palácio Nacional de Sintra）は、ポルトガル・シントラにある宮殿。少なくとも15世紀初頭から19世紀後半にかけポルトガル王家が住み続けており、ポルトガル国内で最も保存状態の良い中世の王宮である。シントラの文化的景観の一部として、ユネスコの世界遺産に登録されている。

## 歴史

### 中世
シントラ宮殿の歴史は、イスラム教徒がイベリア半島を支配していた時代から始まる。その頃シントラには2つの城があった。一つはシントラをのぞむ丘の上に立つ城で、カステロ・ドス・モウロス（Castelo dos Mouros,ムーア人の城、という意味）と呼ばれていた。この城は現在廃墟となっている。もう一つは、下り坂に位置し、シントラ地方を治めるムーア人支配者の住居となっていた。12世紀、シントラの村はポルトゥカーレ伯アフォンソ・エンリケス（のちのポルトガル王アフォンソ1世）によって征服され、彼はムーア人の住居を我が物とした。ゴシック様式、マヌエル様式、イスラム風建築が現在の城で混在しているが、これは15世紀から16世紀初頭にかけての建築の結果である。
かつてのムーア人支配者の宮殿と、初期のポルトガル王が住んだ宮殿はどちらも遺っていない。14世紀初頭のディニス1世治下で建てられた王室礼拝堂が遺るのみである。城の大部分は、1415年頃から始まったジョアン1世が後援した建設計画で建てられた。

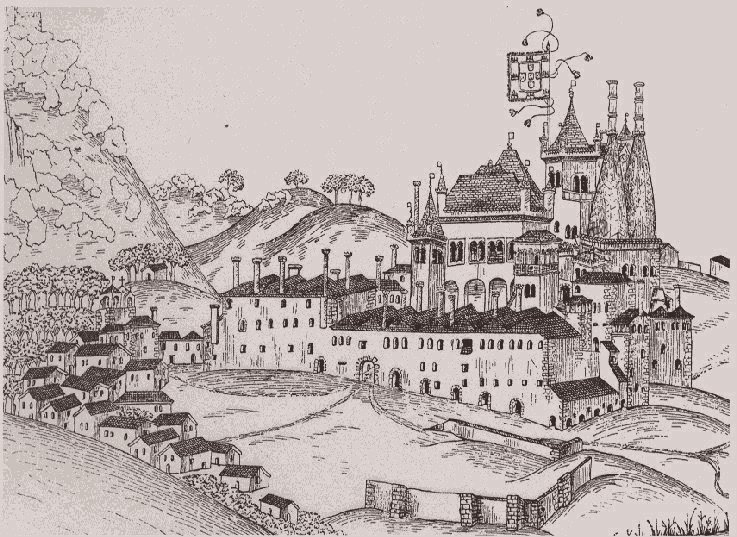
1509年頃、画家ドゥアルテ・ダルマスの描いたシントラ宮殿。マヌエル様式翼がまだ建っていない。

中央中庭のほとんどの建物（アラ・ジョアニーナ、ジョアン翼）はこの計画で建てられた。ファサードの建物、マヌエル様式の中方立て窓、アジメゼスというイスラム建築、厨房の円錐形煙突、そして多くの部屋も計画に含まれた。
- 白鳥の間 - Sala dos Cisnes  マヌエル様式。天井に描かれた白鳥の絵にちなむ。
- 鵲の間 - Sala das Pegas  天井に描かれた鵲の絵にちなむ。鵲のくちばしにはpot bem（善意で、という意味）と書かれた紅バラがくわえられている。これには逸話があり、ある時、ジョアン1世は女官にキスしているところを王妃フィリパ・デ・レンカストレに見つけられた。王は『善意でキスしたのだ。』と弁解し、フィリパは何も言わなかったが、噂が女官たちの間で広まってしまった。王は、「おしゃべり」という意味のある鳥である鵲を部屋の装飾に用い、かつまたフィリパの実家ランカスター家の紋章である紅バラを描かせた。
- アラビアの間 - Sala dos Árabes

ジョアン1世の長子ドゥアルテ1世は、この宮殿を非常に好み、長く滞在した。彼は、建物の使い方や、進化を了解するのに非常に価値のある記述を残している。この宮殿を好んだ証拠として他に、ドゥアルテ1世の嫡子アフォンソ5世はシントラで1432年に生まれ1481年にシントラで死んでいる。アフォンソ5世の子ジョアン2世 は、シントラ宮殿でポルトガル王即位を宣言した。

### 16世紀

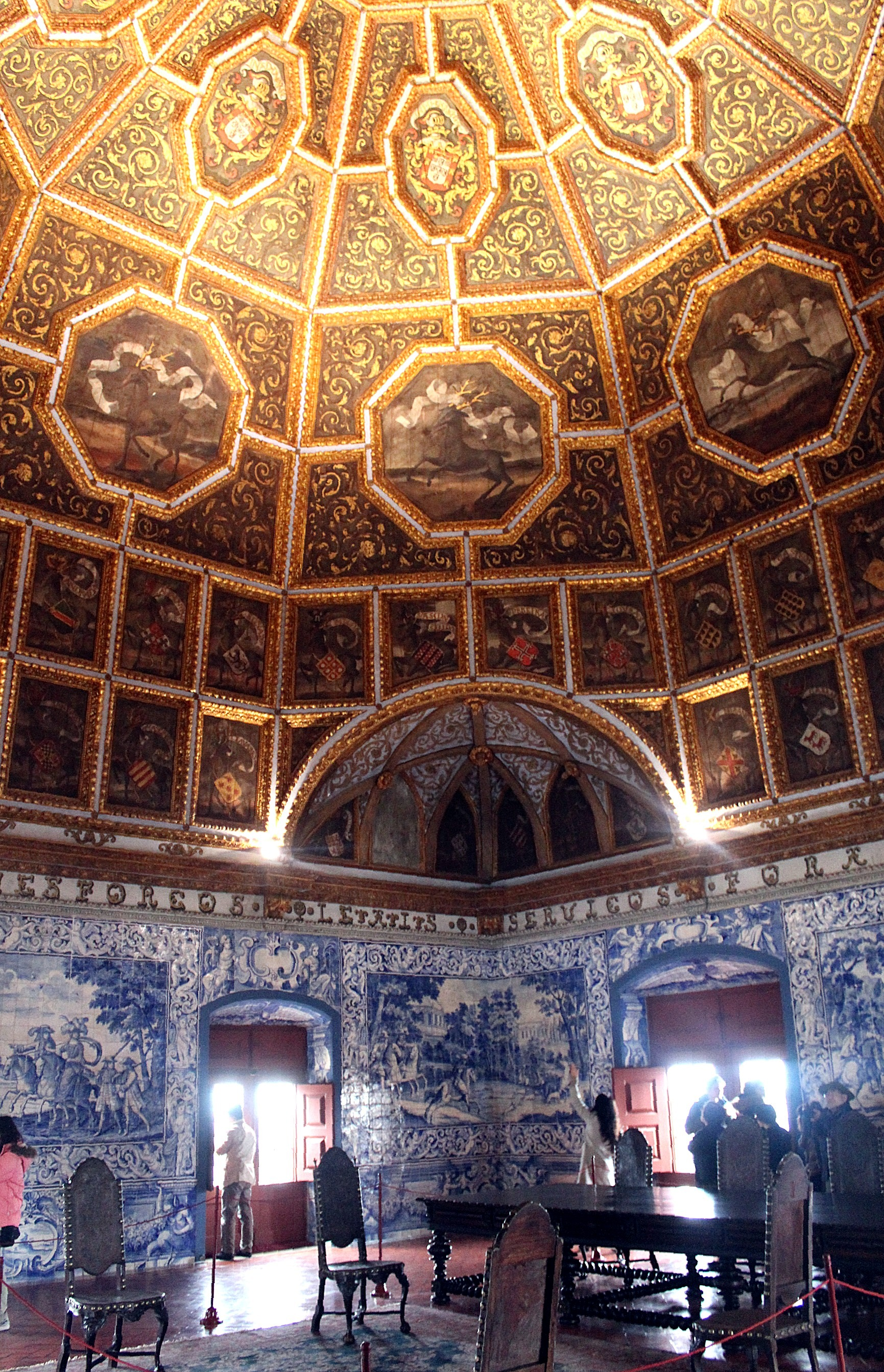
宮殿内部

マヌエル1世の代に、彼の後援の元で建物増設や装飾が加えられた。1497年から1530年にかけての建築では、大航海時代の発見による富が惜しげもなく注ぎ込まれた。マヌエル1世の治下でゴシック様式、ルネサンス様式は移り変わってマヌエル様式の発展を見た。同様に、イスラム建築の復古がされ（ムデハル様式）、アズレージョという色彩タイルの装飾が好まれた。
マヌエル1世は、メイン・ファサードの右に『アラ・マヌエリーナ』（Ala Manuelina、マヌエル翼）の建設を命じ、典型的なマヌエル様式の窓で飾らせた。彼は紋章の間（Sala dos Brasões, 1515年-1518年）を、主要なポルトガル貴族の紋章と自身の紋章の計72個描いた壮麗な木製の天井で飾り立てた。そのうちコエーリョ家の紋章は、ジョアン2世に対する陰謀が発覚した後取り除かれた。

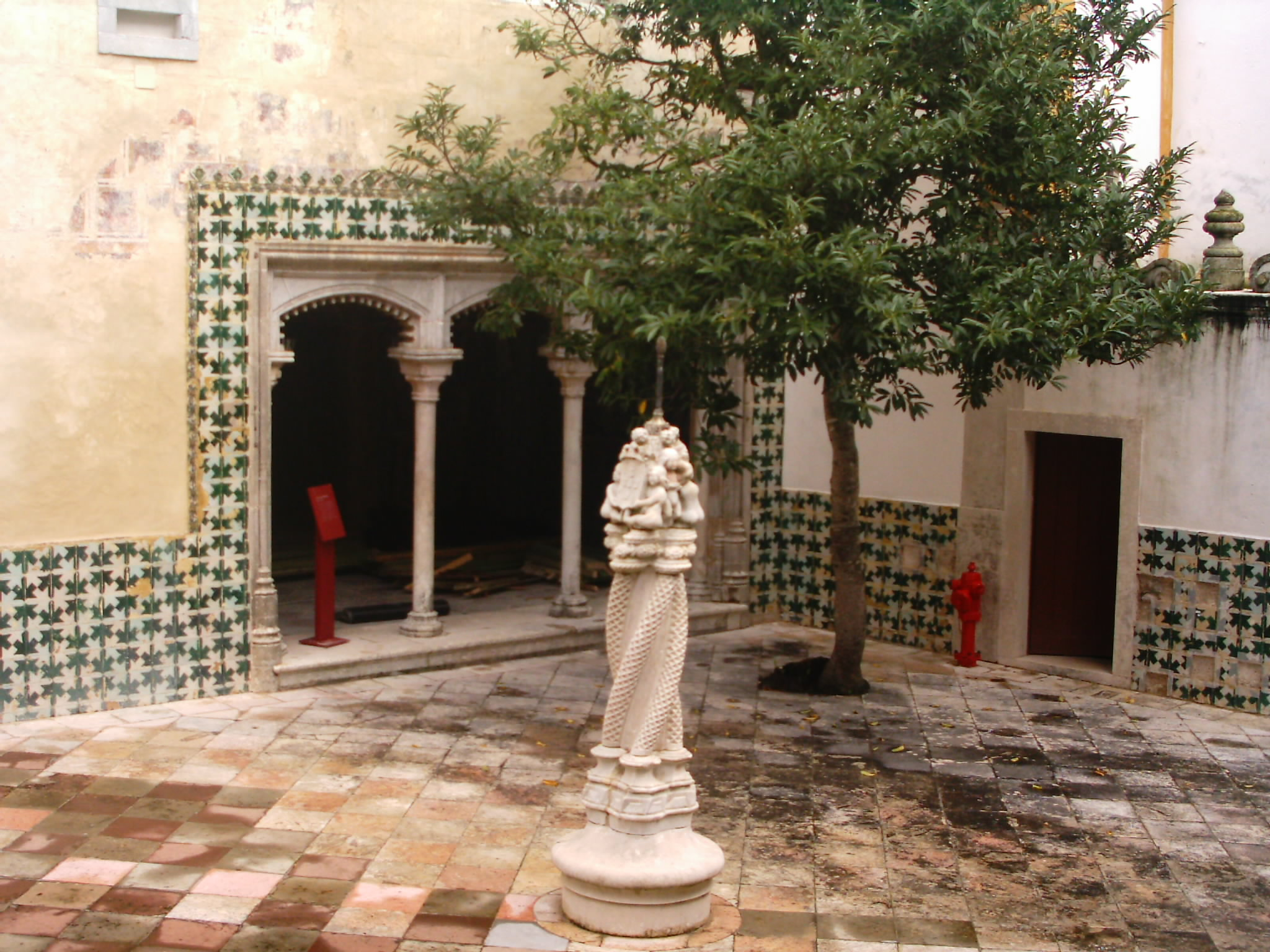
ムデハル様式の歩廊

マヌエル1世は、宮殿ほとんどの部屋を彼がセビーリャに特注させたタイルで再度装飾した。多色使いのタイルのパネルは、イスラムのモチーフを生み、アラビア風の雰囲気を漂わせている。

### 近代・現代
宮殿は、代が変わっても王たちの住まいとなり、そのたびに新しい画法の装飾やタイル装飾、家具などが付け加えられた。身体・精神ともに障害があったというアフォンソ6世は、実の弟ペドロ王子（のちのペドロ2世）により実権を奪われ、シントラ宮殿に1676年から幽閉されていた。彼の住んでいた部屋がそのまま保存してあり、彼が動き回っていた場所だけ、絨毯がすり切れているのが確認できる。アフォンソ6世は宮殿から出ることのないまま、1683年に死んだ。
1755年のリスボン地震で宮殿全体が傷んだが、現代的な理由から『古風に』修復された。アラビアの間の塔が大地震で大きく損傷し、崩壊してしまった。18世紀後半、マリア1世がアラ・マヌエリーナを装飾し直して再度部屋を分割した。
19世紀の間、シントラ宮殿は再び王家のお気に入りの場所となり、一家がしばしば滞在した。特にカルロス1世妃アメリアはシントラを愛し、いくつもの絵画を描いた。1910年の共和国樹立と同時に、宮殿は国の文化財となった。1940年代、建築家ラウル・リノは宮殿に元の輝きを取り戻そうと、他の宮殿から古い家具を持ち込ませたり、タイル・パネルを修繕した。以来、この宮殿は重要な歴史的文化財となっている。